# Pépinière

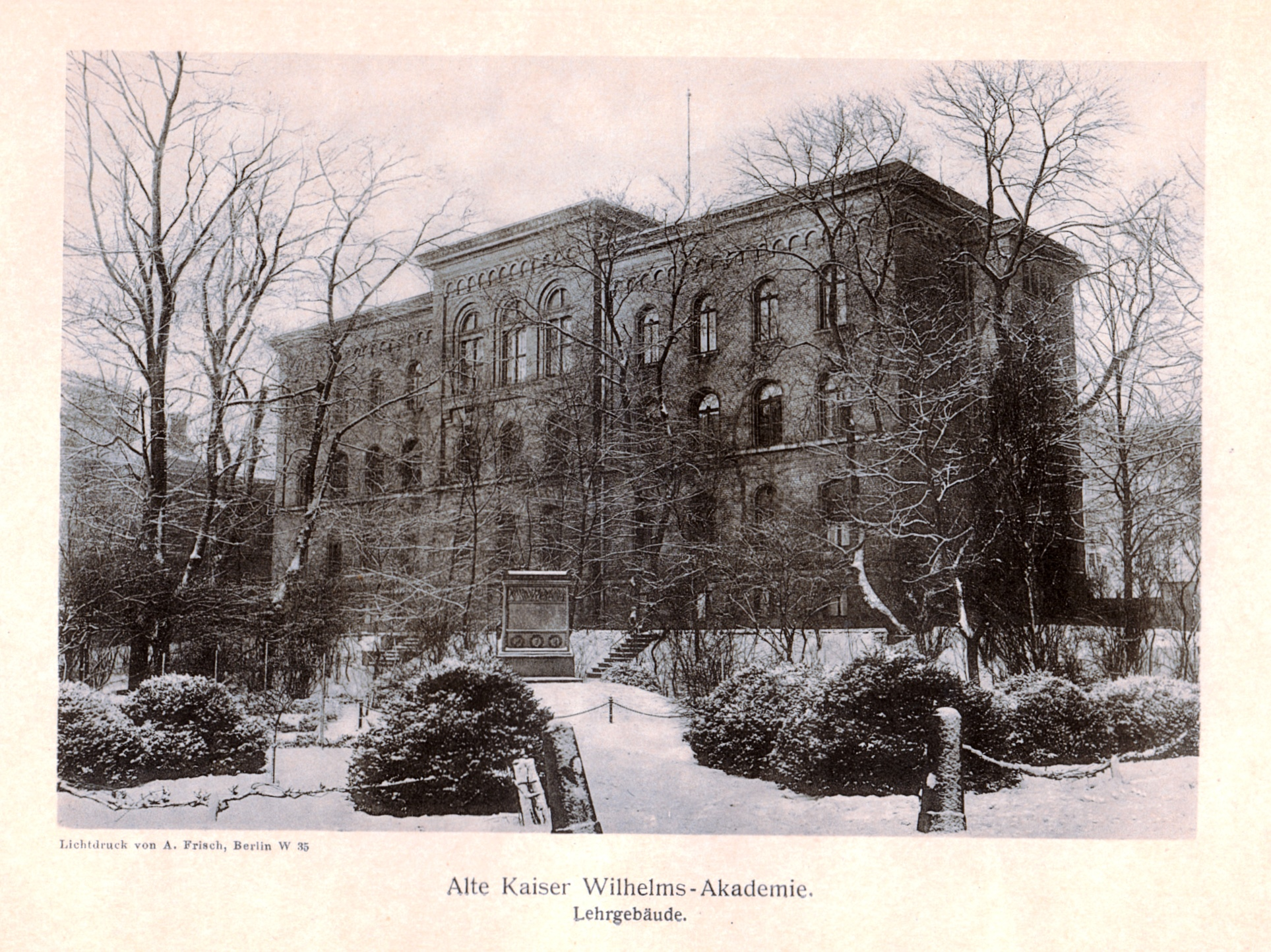
Alte Kaiser Wilhelms-Akademie. Lehrgebäude an der Friedrichstraße

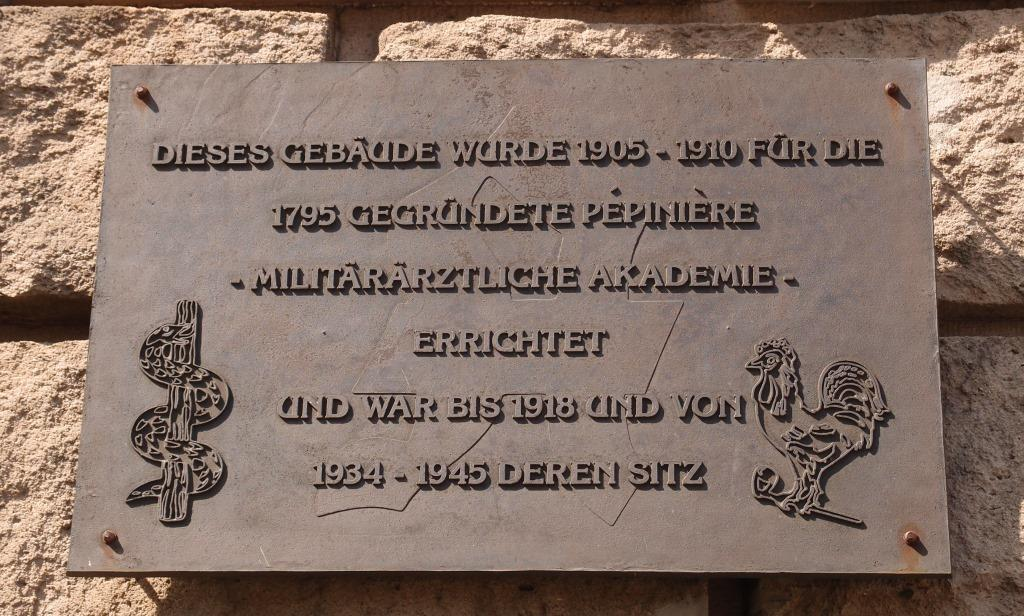
Tafel an der Pépinière

Die Pépinière [pe.pi.njɛʁ] (französisch für „Baumschule“ bzw. „Pflanzschule“) oder Chirurgische Pépinière wurde am 2. August 1795 als Anstalt zur Aus- und Weiterbildung von Militärärzten im Königreich Preußen gegründet. Sie war neben der Charité die zweite Chirurgische Schule in Berlin. Ihr Gründer und erster Leiter war Johann Goercke. Später wandelte sich die Einrichtung zur Kaiser-Wilhelms-Akademie. Nach dem Ende des Zweiten Weltkriegs diente das Gebäude Invalidenstraße / Ecke Scharnhorststraße als Sitz verschiedener staatlicher Verwaltungen und wird noch immer entsprechend genutzt.

## Übersicht
- 2. August 1795: Gründung der Pépinière, die in der Stallgasse Ecke Georgenstraße in Alt-Berlin angesiedelt wurde[1]
- 1797: Ankauf erster Bücher für die Bibliothek
- 1809: Auflösung des Collegium medico-chirurgicum, der preußischen Aufsichts- und Ausbildungsbehörde für medizinische und chirurgische Berufe (Übernahme der Bücherei durch die Pépinière)
- 1811: Gründung einer Medizinisch-Chirurgischen Akademie für das Militär
- 1818: Umbenennung der Pépinière in Medicinisch-chirurgisches Friedrich-Wilhelms-Institut
- 1822–1826: Umbau der Georgischen Sechserhäuser in der Friedrichstraße 140 für das Medicinisch-chirurgische Friedrich-Wilhelms-Institut unter der Oberbauleitung von Ferdinand Triest[2]
- 1826: Umzug in die Friedrichstraße
- 1874: Bau des Lehrgebäudes[3] auf dem Gelände an der Friedrichstraße (später Reichstagufer 17, ungefähr an der Stelle des heutigen Tränenpalastes)
- 1882: Die Bibliothek erhält ein eigenes Gebäude, ebenfalls auf dem Gelände an der Friedrichstraße
- 1895: Zusammenlegung des Friedrich-Wilhelm-Instituts und der 1811 gegründeten Medizinisch-Chirurgischen Akademie für das Militär zur Kaiser-Wilhelms-Akademie für das militärärztliche Bildungswesen (KWA)
- 1905: Otto von Schjerning wurde als Generalstabsarzt Chef des Sanitätskorps und Leiter der Kaiser-Wilhelms-Akademie
- 1905–1910: Neubau für die Kaiser-Wilhelms-Akademie nach Plänen des Architekturbüros Cremer & Wolffenstein an der Invalidenstraße / Ecke Scharnhorststraße[4]
- 1919: Auflösung der Kaiser-Wilhelms-Akademie als Auflage des Versailler Vertrages. Kurz danach Sitz des Reichsarbeitsministeriums
- 1. Oktober 1934: Wiederbegründung der Militärärztlichen Akademie in Berlin
- 1944: Verlegung der Militärärztlichen Akademie nach Breslau
- 1945: letzte Staatsexamina zT. extern (z. B. an Uni Hamburg);  Schließung der Akademie

## Geschichte

### 1795–1919
Nach der Kanonade von Valmy 1792 erkannte Friedrich Wilhelm II. (Preußen), dass es um das Können der Wundärzte der Armee nicht zum Besten stand. Um dem abzuhelfen, befahl er, in Berlin eine chirurgische Pépinière, eine „Pflanzstätte“ für Militärärzte, zu errichten. Dort wurde ein volles medizinisches Studium geboten, ergänzt durch militärische Kenntnisse (z. B. Kartenkunde) und Sport. Das Studium war kostenlos und die Studenten hatten Kost und Logis im Institut. Wer privat wohnte, bekam einen Zuschuss. Die Studenten nannten sich „Pfeifhähne“, was eine Verballhornung des Wortes Pépinière durch Berliner Gassenjungen war. Es wurden nur so viele Studenten angenommen wie Militärärzte gebraucht wurden. Der Andrang war groß: Von zehn Bewerbern konnte nur einer genommen werden.
Die Ausbildung an der Pépinière dauerte vier Jahre. Für Studenten, die sich verpflichteten, danach für acht Jahre Dienst als Militärchirurgen zu tun (so genannte „Eleven“), erfolgte die Ausbildung auf Staatskosten mit zusätzlichem Sold.

„1910 war für die gewachsene Akademie nach fünfjähriger Bauzeit ein repräsentativer, großzügiger Gebäudekomplex entstanden mit Zentralheizung und mit Brausebädern im Keller. Zur Einweihung kamen SM der Kaiser und IM die Kaiserin, rechts stand eine Ehrenkompanie des 2. Garde-Grenadierregiments mit der Regimentsmusik, links die drei Corps in Wichs bzw. Couleur mit Fahne. Der Kaiser schritt mit dem Generalstabsarzt der Armee, Professor Dr. med. v. Schjerning, Ehrenmitglied aller drei Corps, die Front ab und besichtigte das Haus: Die Hörsäle, die Festsäle, die Bibliothek, welche die größte Sammlung ärztlicher Literatur Europas beherbergte, Casinos für Studenten, Unterärzte (klinische Semester) und Sanitätsoffiziere, Turnsäle, in denen auch gepaukt werden durfte, und die Zimmer für Studenten, je ein Schlaf- und ein Wohnzimmer gemeinsam für zwei Studenten (die Examenssemester hatten ein Zimmer für sich). Es müssen 400 Studenten dort gewohnt haben. Am Portal stand: Scientiae Humanitati Patriae.“

Im Ersten Weltkrieg (1914–1918) wurde an der Kaiser-Wilhelm-Akademie in Berlin eine kriegspathologische Sammlung eingerichtet.
1919 wurde die Kaiser-Wilhelms-Akademie als Auflage des Friedensvertrages von Versailles aufgelöst.

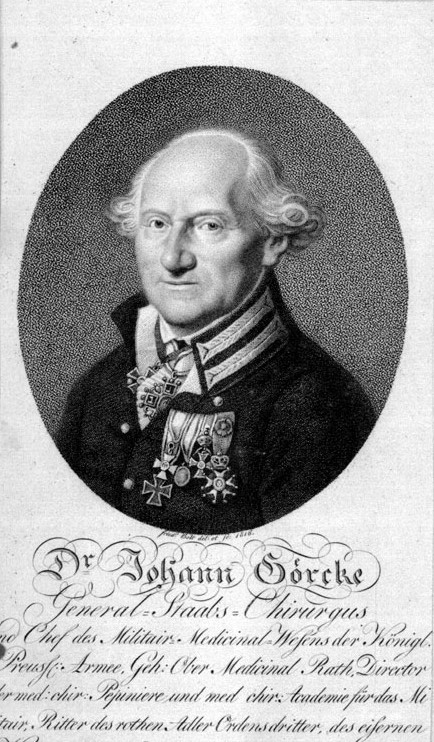
Johann Goercke, Gründer der Pépinière
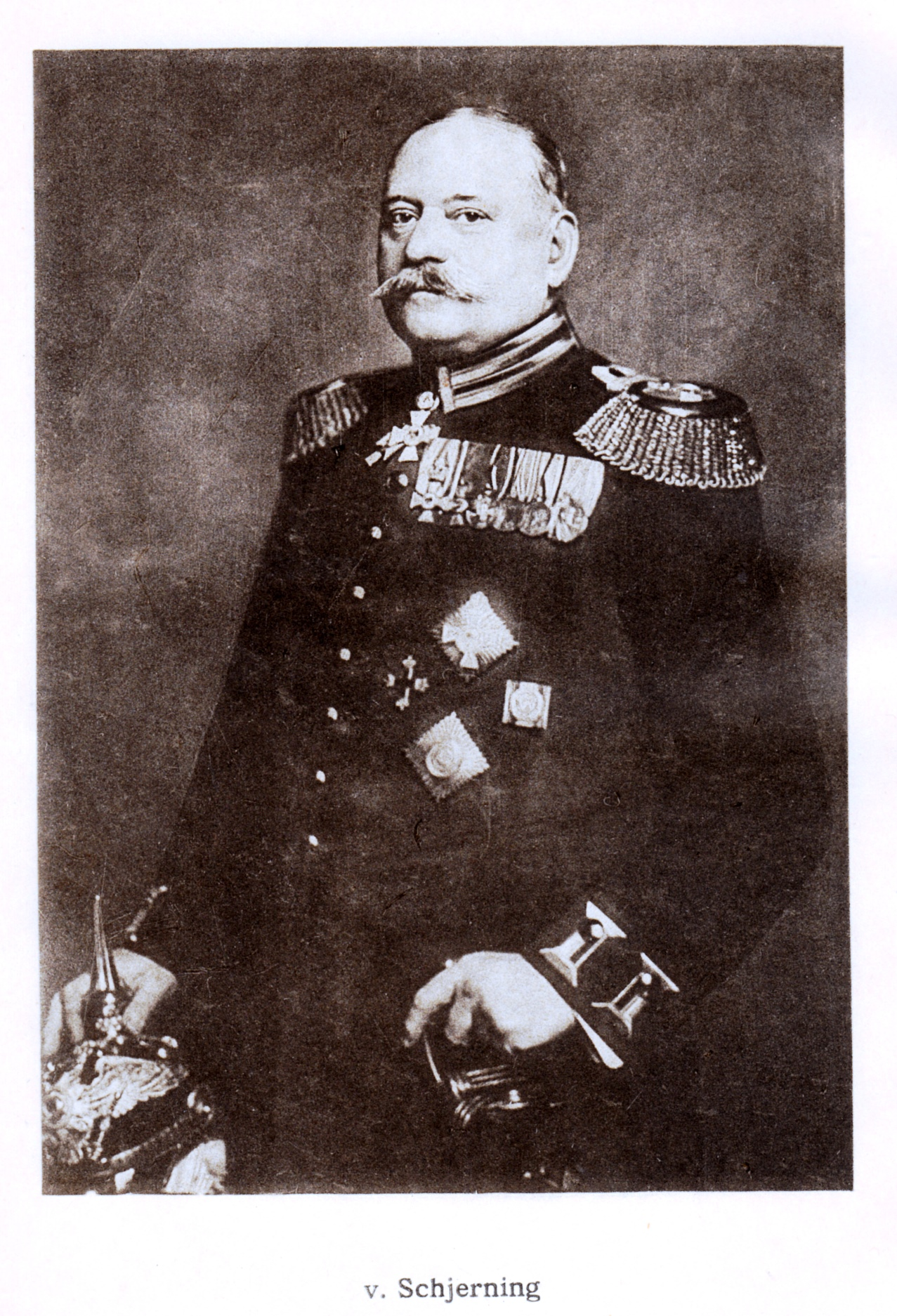
Otto von Schjerning
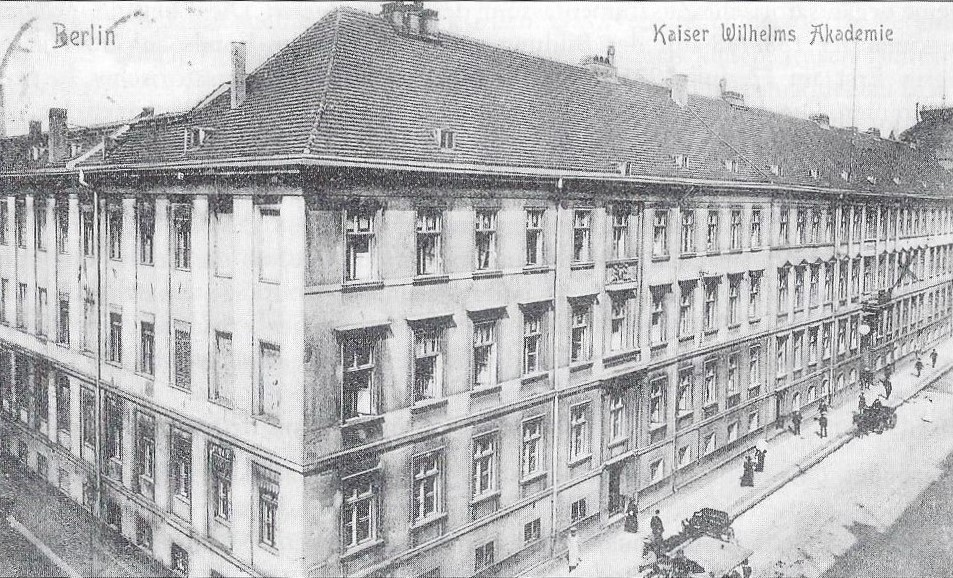
KWA, Friedrichstr. 140
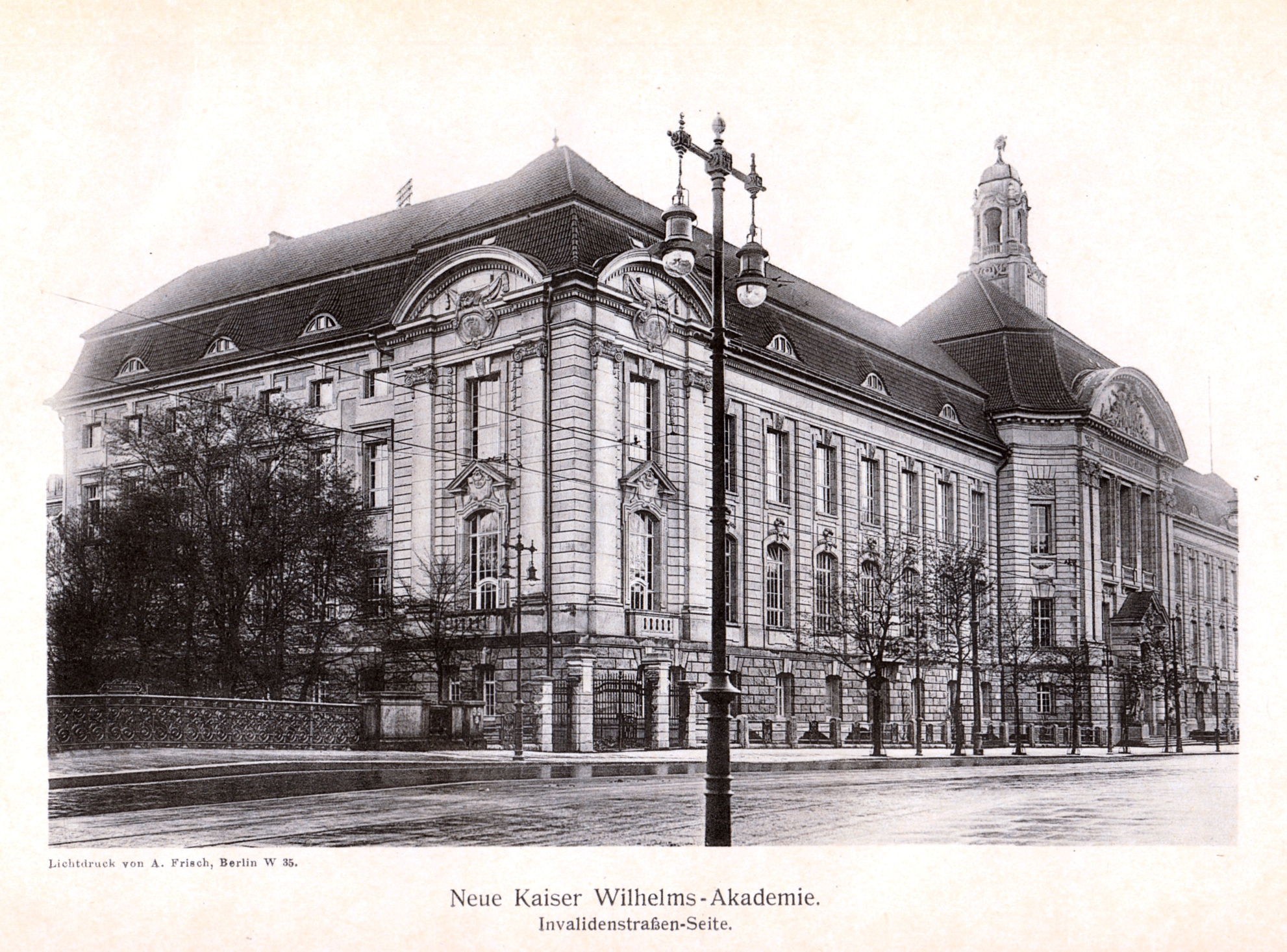
Neue KWA, Invalidenstraße
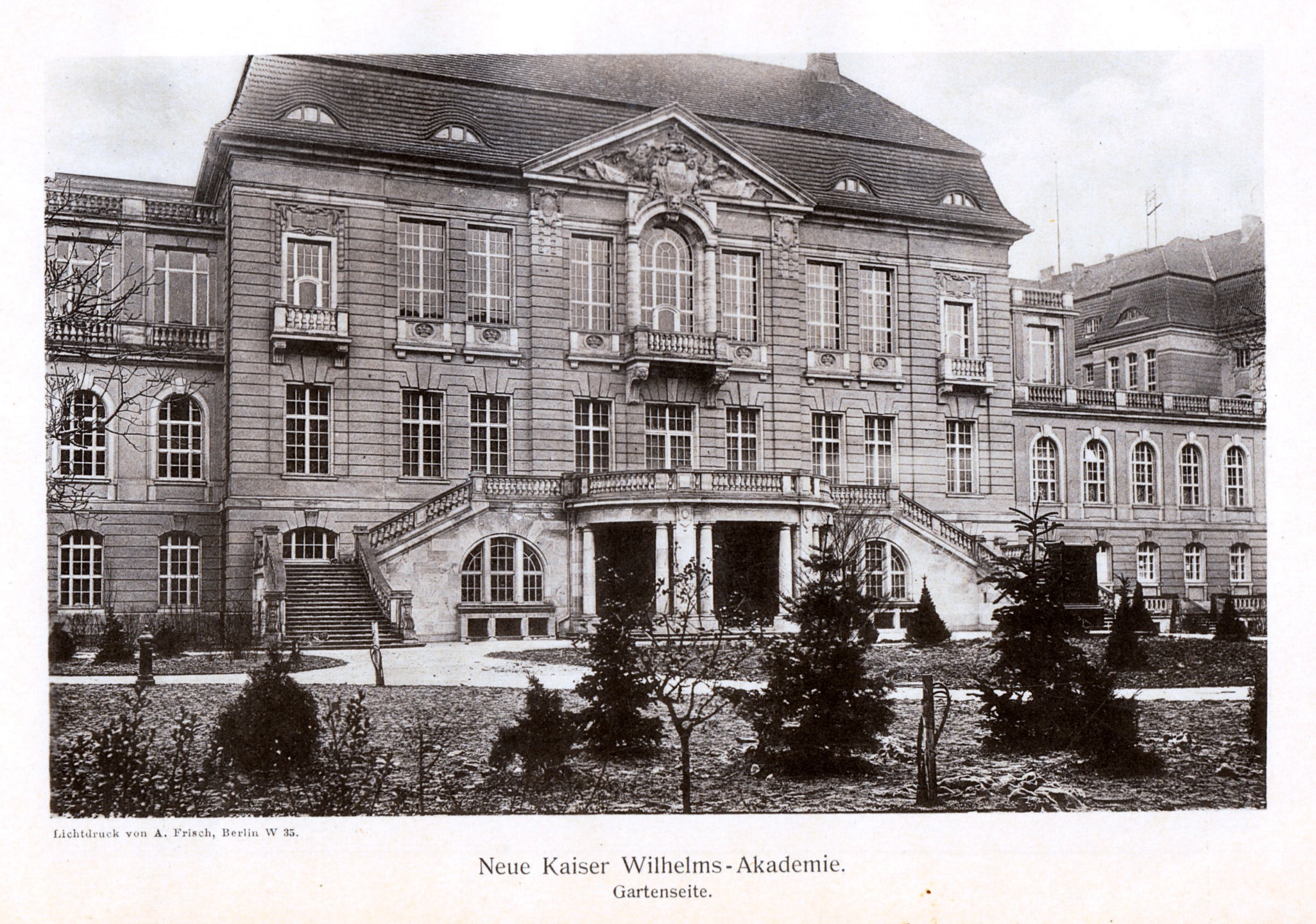
Neue KWA, Gartenseite

### Auswahl
Voraussetzung für die Zulassung zum Studium an den militärärztlichen Bildungsanstalten waren die Herkunft aus gutem Elternhaus und gesicherte finanzielle Verhältnisse. Der Vater oder die Verwandten des Studierenden mussten für die Kleidung und die Ausrüstung aufkommen. Sie hatten ihm als Studenten und später als jungem Militärarzt (in der Regel bis zum zweiten Sanitätsoffizierdienstgrad) monatliche finanzielle Beihilfen zu leisten. Die Studienbewerber hatten sich als befähigt auszuweisen und eine hohe wissenschaftliche und ärztlich-technische Leistungsfähigkeit zu zeigen. Sie sollten „eine ausgesprochene Neigung zum ärztlichen Beruf haben, begabt und so erzogen sein, daß ihnen in ihrem ganzen Wesen eine vornehme Gesinnung, Taktgefühl und gute Umgangsformen zu eigen geworden sind“. Sie sollten so gesund und kräftig sein, dass sie später auch unter Entbehrungen und Strapazen ihren besonderen Beruf ausüben könnten.

### Ausbildung

Studierzimmer der Pépinière (1900)

Ein Student der KWA diente im ersten Sommerhalbjahr seiner Studienzeit sechs Monate mit der Waffe bei einem Infanterie-Regiment des Gardekorps in Berlin. Danach war ihm ein Dienstzeugnis auszufertigen. Es hatte auszuweisen, dass er nach seiner „Führung und Dienstbefähigung, nach Charakter und Gesinnung für würdig, sowie nach dem Grade der erworbenen Dienstkenntnisse für geeignet erachtet wird, dereinst die Stellung eines militärischen Vorgesetzten im Sanitätsdienst zu bekleiden“.
Die zukünftigen Militärärzte absolvierten das Programm des Medizinstudiums bei jenen Professoren der Friedrich-Wilhelms-Universität zu Berlin, die in den Lehrkörper der militärärztlichen Bildungsanstalten bzw. der Kaiser-Wilhelms-Akademie berufen worden waren. Sie hatten alle Prüfungen gemäß staatlicher Prüfungsordnung für das Medizinstudium von 1883 abzulegen. Nach Beendigung der Studien erfolgte die Anstellung als Unterarzt und die Kommandierung zum praktischen Jahr an die Charité. Im Anschluss daran wurden die Bewerber zur ärztlichen Prüfung zugelassen. Nach der Approbation war eine offene Assistenzarztstelle auszufüllen. Drei Monate später wurde der Bewerber vom Divisionsarzt zur Wahl als Assistenzarzt der Versammlung aller Militärärzte des Divisionsbereichs vorgestellt. Diese bestätigte das vorliegende Zeugnis des Regimentsarztes und brachte zum Ausdruck, „dass der Vorgeschlagene sowohl seiner Führung und Dienstbefähigung als auch seiner Ansichten der Standesgenossen entsprechenden moralischen Eigenschaften halber zur Beförderung pflichtgemäß empfohlen werde“. Die Beförderung erfolgte auf Vorschlag des Generalstabsarztes durch den Monarchen des Landes, aus dem der Bewerber stammte. Nach der Beförderung wurde der Militärarzt in die Dienstaltersliste eingereiht. Die weitere Laufbahn war vom Bedarf, vom Platz in der Dienstaltersliste, von der Empfehlung durch Vorgesetzte, von den gezeigten Leistungen und von der Fortbildung (Operations-, später auch bakteriologische oder Hygienekurse) sowie von Kommandierungen abhängig.

## Militärärztliche Akademie (1934–1945)

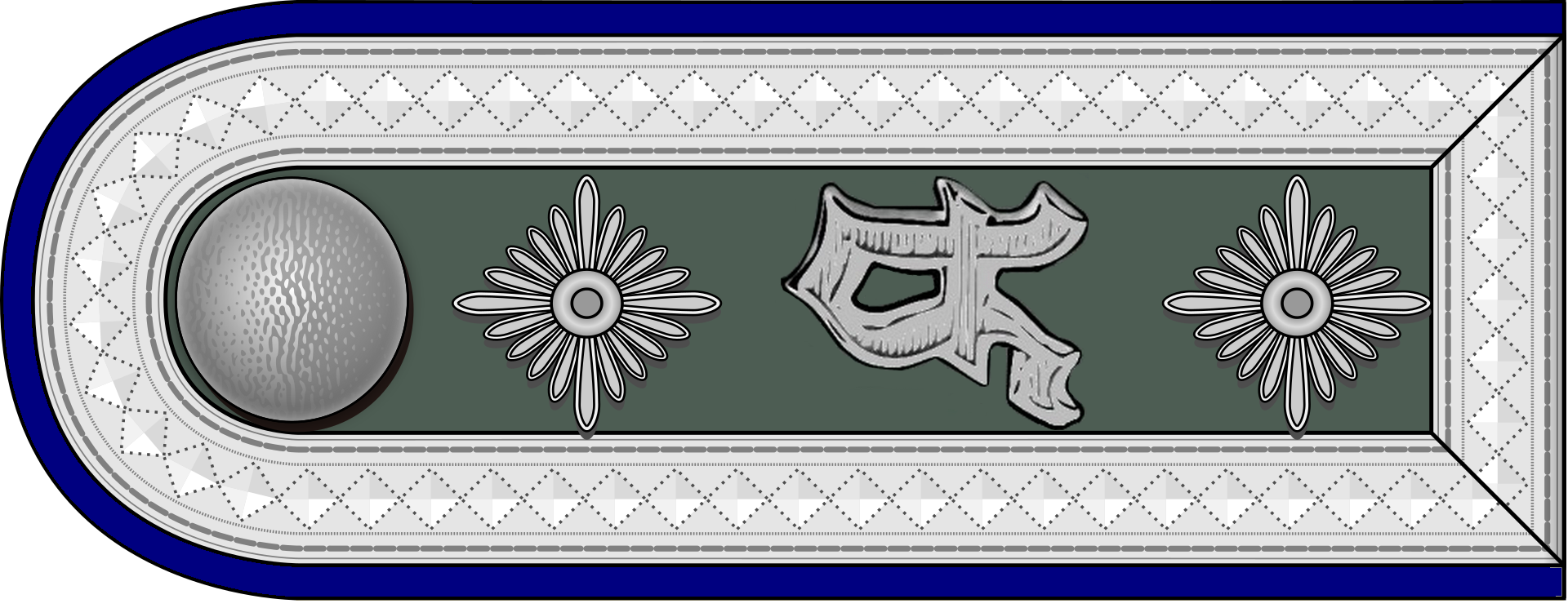
Feldunterarzt mit dem Fraktur-A der Militärärztlichen Akademie

Auf Betreiben von Anton Waldmann wurde am 1. Oktober 1934 eine „Militärärztliche Akademie“ im Gebäude der Kaiser-Wilhelms-Akademie wiedereröffnet. Diese unterstand bis zur Verlegung nach Breslau 1944 dem Heeres-Sanitätsinspekteur direkt und gliederte sich in drei Lehrgruppen. In den Lehrgruppen A und B erfolgte die Ausbildung der Sanitätsoffizieranwärter, wobei in der Lehrgruppe A die Ausbildung der Vorkliniker und in der Lehrgruppe B die Ausbildung der Kliniker stattfand. In der Lehrgruppe C waren ab 1938 die medizinischen Forschungsinstitute der Akademie zusammengefasst.
Kommandeure
Generalarzt Rudolf Gunderloch (1885–1962), 1. Mai 1934 bis 25. August 1939
Generalstabsarzt Richard Hamann (1868–1956), 25. August 1939 bis 1. August 1944
Generalstabsarzt Walther Asal (1891–1987), 1. August 1944 bis 1. März 1945

## Nutzung nach 1945

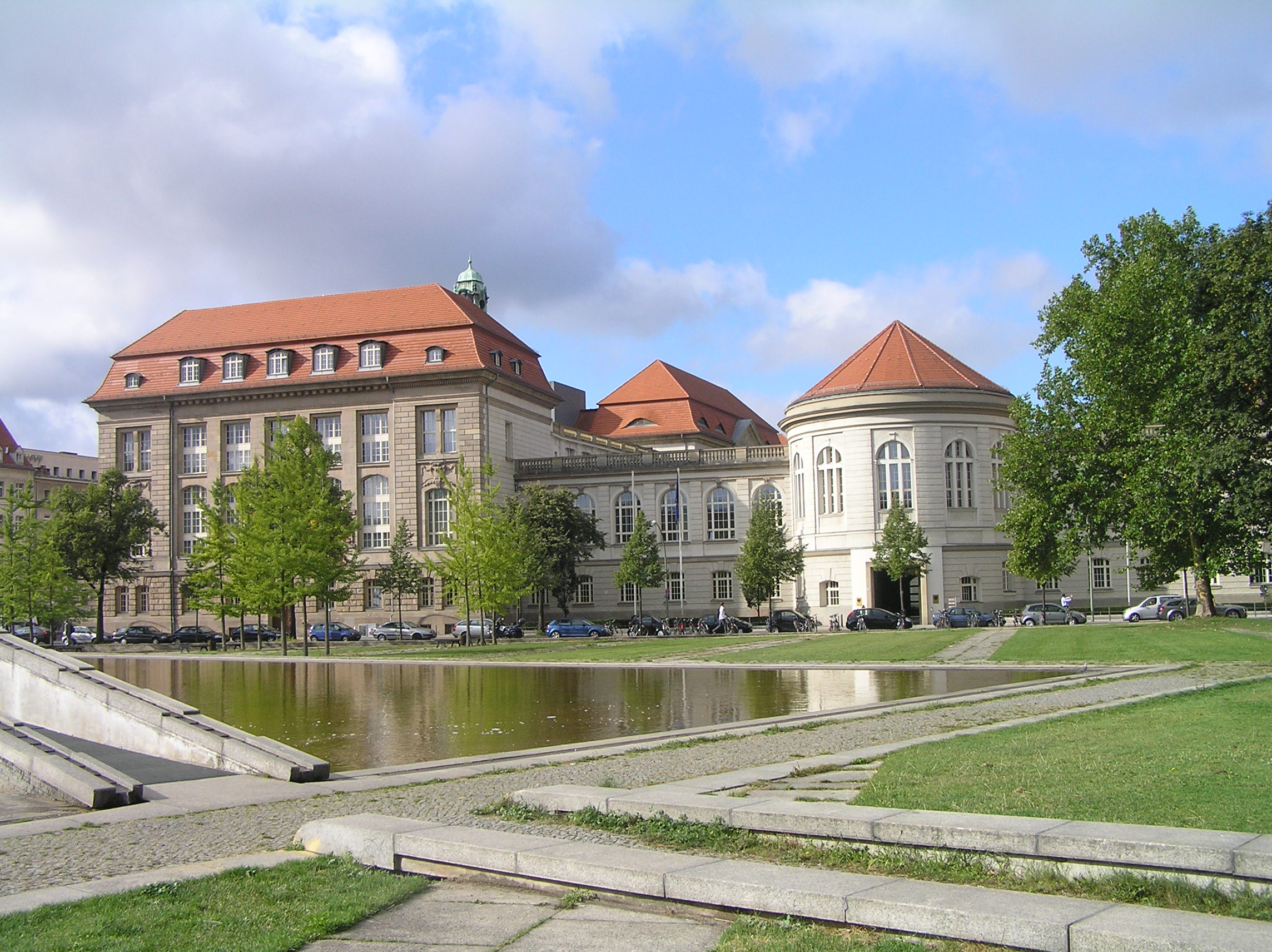
Blick vom Invalidenpark: Früheres Hörsaalgebäude

Das Gebäude Invalidenstraße/Ecke Scharnhorststraße blieb erhalten, wurde ab 1945 von der Roten Armee als Lazarett genutzt und nach 1949 Sitz des Ministeriums für Gesundheitswesen (bis 1972), des Obersten Gerichts und der Generalstaatsanwaltschaft der DDR (bis ca. 1970). Der Gebäudeteil in der Scharnhorststraße wurde zum Regierungskrankenhaus der DDR umgebaut.
Nach der Wende fanden von 1990 bis 1998 im Eichensaal des Gebäudes, dem ehemaligen Fest- und Bankettsaal der Kaiser-Wilhelms-Akademie, Kammerkonzerte des Rundfunk-Sinfonie-Orchesters Berlin und andere Veranstaltungen statt. Der gesamte Gebäudekomplex wurde von den Architekten Thomas Baumann & Dieter Schnittger saniert und modernisiert, so dass nach dem Bonn-Berlin-Gesetz darin seit 1998 das Bundesministerium für Wirtschaft und Energie untergebracht ist. Hier befindet sich der Erste Dienstsitz dieses Ministeriums.

## Bibliothek
Die medizinische Fachbibliothek blieb nach dem Ersten Weltkrieg erhalten, wurde sogar weitergeführt und unterstand in der Folge dem Reichsgesundheitsamt. Ein Teil der Bücher aus dieser deutschen Ärztebibliothek wurde vermutlich nach 1945 in die Sowjetunion gebracht. Reste der Bibliothek kamen über die Sanitätsakademie der Bundeswehr in die Bibliothek des Zentrums Informationsarbeit Bundeswehr, die zentrale Archiv- und Speicherbibliothek der Bundeswehr.

## Bekannte „Pfeifhähne“
- Emil von Behring
- Friedrich Loeffler
- Georg Gaffky
- Gottfried Benn
- Hermann von Helmholtz (Absolvent und Dekan 1878–1879)
- Karl von Graefe (Dekan 1833–34)
- Johann Christian Jüngken (Dekan 1845–46 u. 1853–54)
- Ernst Krause
- Christian Ludwig Mursinna (Dekan 1812–1817)
- Peter Prahl
- Otto von Schjerning
- Rudolf Virchow (Dekan 1874–75)
- Engelbert Friedhoff